# You Sang to Me
You Sang to Me è un singolo del cantante pop statunitense Marc Anthony, pubblicato nel 1999 dall'etichetta discografica Columbia.
La canzone è stata scritta da Marc Anthony e Cory Rooney, che ne ha curato anche la produzione, e ha riscosso successo a livello internazionale tra il 1999 e il 2000. La canzone è stata estratta dall'album Marc Anthony e, con questo brano, il cantante ha partecipato in Italia al Festivalbar nel 2000.
Esiste anche una versione del brano in lingua spagnola.

## Tracce
CD-Single (Columbia 668570 1 (Sony)
1. You Sang To Me (Radio Edit) - 3:51
2. You Sang To Me (Remix Radio Edit) - 3:49

CD-Maxi (Columbia 668570 2)
1. You Sang To Me (Radio Edit) - 3:51
2. You Sang To Me (Remix) - 5:30
3. Muy dentro de mí (Radio Edit #2) - 3:49
4. I Need To Know (Pablo Flores Miami Mix) - 10:50

## Classifiche
| Paese             | Posizione massima |
| ----------------- | ----------------- |
| Stati Uniti       | 2                 |
| Paesi Bassi       | 2                 |
| Austria           | 3                 |
| Norvegia          | 3                 |
| Canada            | 6                 |
| Belgio (Fiandre)  | 6                 |
| Nuova Zelanda     | 10                |
| Svezia            | 11                |
| Belgio (Vallonia) | 13                |
| Finlandia         | 15                |
| Svizzera          | 21                |